# بوبي ألويسيوس
بوبي ألويسيوس (بالهندية: बॉबी एलॉयसियस؛ بالإنجليزية: Bobby Aloysius) هي منافسة ألعاب القوى هندية، ولدت في 22 يونيو 1974 في كيرلا في الهند.

## وصلات خارجية
- بوبي ألويسيوس على موقع الاتحاد الدولي لألعاب القوى (الإنجليزية)
- بوبي ألويسيوس على موقع أوليمبيديا (الإنجليزية)